# Синдром на Луйс – Дийтс
Loeys–Dietz syndrome (LDS) e автозомно–доминантно генетично заболяване, засягащо съединителната тъкан. Болестта се изявява с аневризма на аортата, често още от детска възраст. Може да настъпи внезапна дисекация в зоната на ослабените слоеве на стената на аортата. Аневризми и дисекациите също могат да се появят в артерии различни от аорта. Тъй като аневризмите при деца имат тенденцията да руптурират рано, децата са в по-голям риск от внезапна смърт, ако синдромът не се разпознае. Лечението е хирургично.
Има 5 подтипа на синдрома, според 5-те вида мутации, които ги обуславят. Мутациите са в TGFBR1, TGFBR2, SMAD3, TGFB2 и TGFB3 респективно.
Тези 5 гена кодират трансформиращ растежен фактор и играят роля в клетъчната сигнализация, като промотират растежа и развитието на тъканите. Мутации на тези гени води до продукция на протеини без функция. Въпреки че болестта има автозомен начин на унаследяване, обикновено в 75 % от случаите става въпрос за поява на мутацията de novo, т.е. няма заболели в семейството. 
Синдромът има някои прилики с Марфан синдром и Елерс-Данлос синдром.
Идентифициран и описан от педиатри генетици Bart Loeys и Harry Dietz в университета Джон Хопкингс.

## Признаци и симптоми
Основни симптоми са артериален тортиситет, хипертелоризъм, двойна увула, аневризма на аортния корен. Част от засегнатите хора могат да са инвалидизирани от синдрома, а други да проявява само леки симптоми.
Много от откритията при физикалния преглед при болни с Loeys–Dietz синдром се срещат и при синдрома на Марфан като аневризма на възходящата аорта и аортна дисекация, абнормно дълги крайници и пръсти, дурална ектазия (постепенно удължаване и слабост на твърдата мозъчна обвивка, което може да причини коремна болка или болка в краката). Въпреки това, има и много белези, по които този синдром се отличава от синдрома на Марфан като: хипертелоризъм (голямо пространство между очите), разцепена увула и кожни находки като лесно посиняване и абнормно образуване на белези.
Други открития включват:
- сколиоза или кифоза
- Обущарски гърди (pectus excavatum) или птичи гръден кош (pectus carinatum)
- контрактури на пръстите на ръцете и краката (camptodactyly)
- отслабени или липсващи очни мускули (Страбизъм)
- вродено изкривено стъпало (Еквиноварус)
- преждевременно срастване на костите на черепа (Кранеосиностоза)
- ставна свръхмобилност
- вродени сърдечни малформации като: персистиращ дуктус артериозус (Ботали- връзка между аортата и белодробното кръвообращение) и атриален септален дефект (Леводесен шънт между предсърдията на сърцето)
- прозрачна кожа с кадифена текстура
- бикуспидална аортна клапа

- транспозиция на пулмоналните артерии.
- Малформация на Арнолд-Чиари Arnold-Chiari malformation

## Видове
Няколко мутации са идентифицирани като причина за Loeys–Dietz синдром. de novo мутация в TGFB3, лиганд на TGF ß път, е била идентифицирана при пациент, презентиращ се с припокриващи се симптоми на Marfan синдром и Loeys-Dietz синдром.
| Type | Gene   | Locus  | OMIM                                            | Description                                |
| 1A   | TGFBR1 | 9q22   | 609192                                          | Also known as Furlong disease              |
| 1B   | TGFBR2 | 3p22   | 610168                                          |                                            |
| 2A   | TGFBR1 | 9q22   | 608967                                          |                                            |
| 2B   | TGFBR2 | 3p22   | 610380                                          | Previously known as Marfan syndrome type 2 |
| 3    | SMAD3  | 613795 | Also known as Aneurysms-osteoarthritis syndrome |                                            |

## Диагноза
Диагнозата се базира на физикалния преглед и генетични тестове. Тъй като различни хора, експресират фенотипно различна комбинация от характерните симптоми. Поради скорошното идентифициране на синдрома (2005) някои доктори може да не знаят за съществуването му.

## Лечение
Синдромът Loeys–Dietz е генетична болест, която няма лечение. Поради високия риск от руптура на аортна аневризма, пациентите трябва да се проследяват от кардиолог. Мониторира се внимателно аневризмалната формация. Самата тя може да бъде коригирана при определени случаи чрез инвазивна кардиология.
Предходни проучвания с лабораторни мишки съобщава, че ангиотензин-2-рецепторният антагонист Лосартан, изглежда че блокира TGF-бета активността и може да забави формирането на аортна аневризма при синдром на Марфан. Голямо клично проучване се провежда, за да проучи ролята на Лосартана за превенция на аневризми при пациенти със синдром на Марфан. Както при синдром на Марфан, така и при Луис-Дийтс синдром има повишена TGF –бета сигнализация в съдовата стена. Следователно, приложението на Лосартан е обещаващ подход при пациенти, страдащи Луис-Дийтс синдром. Ирбесартан е показал също положителни резултати и също понастоящем се проследява ефективността му в проучвания и се изписва на пациенти с този синдром.
При тахикардия може да се предпише Атенолол, за да се предпази аортната тъкан от повишено налягане. Поради същата причина не се препоръчва извършването на тежки физически усилия, особено вдигане на тежести и контактни спортове.